# Pedrocortesella fusca
Pedrocortesella fusca är en kvalsterart som först beskrevs av Rjabinin 1986.  Pedrocortesella fusca ingår i släktet Pedrocortesella och familjen Licnodamaeidae. Inga underarter finns listade i Catalogue of Life.